# Chu Mu-yen
Chu Mu-yen (朱木炎S, Zhū MùyánP; 14 marzo 1982) è un ex taekwondoka taiwanese.

## Palmarès

### Olimpiadi
- 2 medaglie:
  - 1 oro (Atene 2004 nei 58 kg)
  - 1 bronzo (Pechino 2008 nei 58 kg)

### Mondiali
- 3 medaglie:
  - 1 oro (Garmisch-Partenkirchen	2003 nei pesi mosca)
  - 2 argenti (Istanbul 1998 nei pesi mosca; Jeju 2001 nei pesi mosca)

### Universiadi
- 1 medaglia:
  - 1 oro (Daegu 2003 nei pesi mosca)

### Giochi asiatici
- 2 medaglie:
  - 1 argento (Busan 2002 nei pesi fin)
  - 1 bronzo (Doha 2006 nei pesi mosca)